# Бостонская митрополия
Бо́стонская митропо́лия (англ. Metropolis of Boston, греч. Μητρόπολη Βοστώνης) — православная епархия Американской архиепископии Константинопольской православной церкви на территории Новой Англии.

## История
Бостонская епископия была учреждена в 1922 году в составе греческой архиепископии Северной и Южной Америки, однако в 1930 году в связи с переустройством греческой архиепископии в Америке все епархии, входящие в неё, были упразднены.
31 мая 1938 году было учреждено Бостонское викариатство, которое в 1950 году было преобразовано в Третий архиепископский округ, возглавляемый викарными епископами.
15 марта 1979 года Третий архиепископский округ был преобразован в самостоятельную епархию.
20 декабря 2002 года, в ходе структурных преобразований, все епархии Константинопольского патриархата на территории США получили статус митрополий, а их правящие архиереи местные титулы в связи с чем митрополит Анейский Мефодий (Турнас) получил титул митрополита Бостонского.

## Епископы
Бостонская епархия
- Иоаким (Алексопулос) (28 июня 1923 — август 1930)

Бостонское викариатство
- Афинагор (Кавадас) (5 июня 1938 — 7 июня 1949)

Третий (Бостонский) округ
- Иезекииль (Цукалас) (17 сентября 1950 — 1954) еп. Назианский
- Афинагор (Коккинакис) (1954 — 6 сентября 1960) еп. Элейский
- Мелетий (Триподакис) (30 октября 1960 — 1962) еп. Христианопольский
- Герасим (Пападопулос) (1962—1967) еп. Абидский
- Димитрий (Макрис) (1968—1973) еп. Олимпийский
- Иаков (Гарматис) (1974—1978) еп. Апамейский

Бостонская епархия
- Анфим (Драконакис) (15 марта 1979 — 15 ноября 1983)
- Мефодий (Турнас) (13 марта 1984 — 20 декабря 2002)

Бостонская митрополия
- Мефодий (Турнас) (с 20 декабря 2002)